# テガミバチ
『テガミバチ』は、浅田弘幸による日本の少年漫画作品。仮想世界の郵便配達者の物語。前作の『I'll』とは違い、いわゆるハイ・ファンタジーおよびスチームパンクを描いている。浅田本人は「とにかくこだわらない!!とは言っても手抜きでやってしまうのではなく、漫画の持っているパワーを損なわないモノを描きたい」とコメントしている。話数カウントは「第○話」。
集英社発行の漫画誌『月刊少年ジャンプ』（2006年10月号）にて連載を開始するが、その後同誌が休刊。それに伴い、『週刊少年ジャンプ』（2007年46号）での番外編の掲載を経て、『ジャンプスクエア』にて再開し、2007年12月号（創刊号）から2015年12月号まで連載された。2011年3月時点でコミックス累計発行部数は400万部を突破している。
2009年10月から2010年3月までテレビ東京系列でテレビアニメ第1期が放送された。また、2010年10月から2011年3月まで第2期が放送された。

## あらすじ
夜が明けることのない星に、「アンバーグラウンド」という名の地がある。首都を照らす人工太陽の光が届かない、暗く危険な地域を旅する国家公務があった。彼らの仕事はその地で生きる人々の「こころ」が込められた「テガミ」を届けること。命を賭して「こころ」を届ける彼らを人々は「テガミバチ」と呼んだ。
7歳の頃、母親と生き別れた少年・ラグ・シーイングは、郵便物（テガミ）として運ばれることになるが、そんな自分を守り、目的地まで送り届けてくれた、テガミバチのゴーシュ・スエードに憧れを抱き、テガミバチになることを決意。5年後、採用試験に合格したラグは、最高のテガミバチ「ヘッド・ビー」を目指すため、配達作業に奮闘する。

## 登場人物
※担当声優は各メディアミックス作品で共通のもの。

### ラグ一行
ラグ・シーイング
声 - 沢城みゆき
本作の主人公。「瞬きの日」に生まれたアルビス種の少年。生真面目で優しく折り目正しいが、泣き虫。絵を描くことが苦手。
7歳の時に、母親をジック・バロール達に連れ去られ、「テガミバチ」ゴーシュに「テガミ」として、キャンベル・リートゥスに住むサブリナ・メリー宛てに届けられた。この頃はゴーシュとアリアの仲をからかうなど生意気な性格だった。
自身を配達したゴーシュに憧れ、テガミバチになることを目指し、5年後の12歳の時に採用試験を受けるべく旅立ち、そして試験に合格してテガミバチとなる。
左目に赤い精霊琥珀の義眼が埋め込まれており、普段は前髪で隠している。
夢はゴーシュが目指した最高のテガミバチ「ヘッド・ビー」になること。同時に首都勤務のヘッド・ビーになることで、アカツキに連れ去られた母親の捜索を目指す。
本人は気付いていなかったが、周囲からは「光の子」と呼ばれている。カベルネ討伐後にサブリナから自身の出生の秘密を知る。女帝アヌが人工太陽の光によって身籠り「こころの塊」で出来た赤子を生んだ。そのこころで出来た赤子を「精霊琥珀」によって人の形に留めたのがラグである。容姿が中性的なのも、単純に男性と女性両方のこころが集まって生まれたため。また、集まったこころの中に「強いこころを持つアルビス種」がいたため、容姿や感受性にアルビス種の特徴を持っている。
心弾銃は「夜想曲（ノクターン）第二十番」。元はゴーシュが使用していたが、アカツキ配属前にシルベットに預けられ、後にスエード家を訪れたラグに譲られた。
ラグの放つ弾は「赤針（アカバリ）」と言い、ものに込められた「こころ」を映し出すほかの心弾にはない力がある。名工房「フレデリイク」で作られた作品で、ザジ曰く「とんでもないレアな逸品」。モデルはウィンチェスターライフル。
スピリタスを倒すと同時に、その「こころ」でAGを照らす新たな太陽となった。
ニッチ
声 - 藤村歩
本作のヒロイン。ラグの相棒（ディンゴ）。配達用紙の不備の為、駅の一時預かり荷物となっていた少女。一度はラグによって宛先に届けられたが、後にラグの相棒となる。
元々名前を持っていなかったため、そのことを知ったラグにより、駅の隙間に座っていたことから、「狭い場所、大切な場所」を意味する「ニッチ」という名を貰う。
元々パンツを履く習慣がなかったが、ラグが自前のデカパンを「女の子だから」と履かされて以降はちゃんと履くようになったがそれ以外のパンツを履くことを嫌う。ニッチにとっては「ラグのデカパンを履く＝相棒の証」。
世間の常識に疎く、時に想像もつかないような言動に出ることがある。また、ラグ以外の人物にはなかなか懐かない。
身長の倍近く長い金髪と海色の瞳を持つ。髪は左右で分けて束ねられていて、本人の意思に応じて自在に動かしたり、刃に変えることができる。手首より先が鋭い爪のついた獣の手をしている。
「伝説の生物『摩訶』の血肉を喰らった女性が産んだ呪われた子」と言われていたが、実際には呪いの事実はなく、まだ胎児の頃に摩訶の影響を受けたことで半人半獣として生まれた。実年齢は約200歳だが、そのほとんどは赤子の姿で生きている。元々、戦闘力が高かったが姉の教えで髪を剣だけでなくあらゆる物体に変化させられるようになり、戦闘力が増大した。
スピリタスとの戦いでラグを庇い、スピリタスの針によって命を失うが、その「こころ」はラグと共に新たな太陽としてAGを照らし続けている。
ステーキ
声 - 永澤菜教
ニッチに懐いて見世物小屋「ラブサムワンダウン」からついてきた、彼女のペット兼非常食。体のほとんどが口でできておりギザギザの歯が生えている。尻尾の先がスペードのマークの形をしていることが特徴。
絶滅したとされた「カペルマイスター」と呼ばれる種族の生き残り。これは太古の時代に精霊虫と最も良い共存関係を得たとされる種族である。
名前の由来は、ニッチ曰く「焼かないとまずそう」だから。鳴き声は「ヌニヌニ」。
初対面の人やコナーに良くかぶりつく。鎧虫の弱点である隙間を匂いで突き止め尻尾でその弱点を指し示す能力を持っている模様。
『裏テガミバチ』での翻訳によると丁寧口調で話しているようでラグやニッチをさん付けしていた。

### テガミバチ
ゴーシュ・スエード / ノワール
声 - 福山潤
ラグを「テガミ」として届けたテガミバチの青年。ラグを届けた時は18歳で、現在は23歳。ラグと同じアルビス種。常に冷静で落ち着いた口調だが、慇懃無礼な一面がある。テガミバチとしては、とても優秀。妹・シルベットの不自由な足を治すお金を稼ぐ為、「ヘッド・ビー」を目指していた。
味覚音痴らしく、シルベットの作るラグやロダ（後にコナーやザジも）が心の中でゲボマズスープと命名したスープも美味しく感じるらしく、彼の味覚音痴はシルベットの料理が原因ではないかとラグは推測している。
ラグを配達した半年後にアカツキに配属されるが、そこで「こころ」を失い、行方不明となりBEEを解雇される。その後はロレンスに拾われて政府を潰すためにリバースに協力し、自身の名を拒否したことから「ノワール」という名前を貰い、「略奪者（マローダー）」として暗躍している。
ハニー・ウォーターズ付近でラグと再会する。その後天使の羽根付近に計画を阻止せんとする者達を殺す為に現れラグ達と交戦、ラグに手紙弾を撃ち込まれて一旦気絶する。カベルネにラグ諸共こころを喰われかけた時目覚め、ラグと共にカベルネに心弾を撃ち込み難を逃れる。その後再び意識喪失してラグ達にハチノスに運ばれ、永く眠っていたがサンダーランドJr.達の尽力により意識を取り戻す。「こころ」を取り戻したと思われたが、実はラグに撃ち込まれた手紙弾の記憶を利用してゴーシュ・スエードを装っていただけであった。そして、ラグに、自分はノワールであると告白し、これ以上シルベットを悲しませたくないという思いから、ラグに対し、「ゴーシュは首都に行く予定が早まった、そう伝えて欲しい」と話し、ユウサリを去っていった。
カベルネ戦にて負傷したラグの前に現れ、ラグを背負って前線に運ぶ。ラグにカベルネを倒すために力を貸してほしいと持ち掛け、和解した。
ラグ達と共にカベルネを討伐した後はリバースを離れ、「世界を正す」という共通の目的の下でハチノス側に味方することとなった。その際に、ガラードの計らいでテガミバチとしての仕事にも復帰している。
現在使用している心弾銃は、アカツキへ配属された時に買い換えたリボルバー型の大口径連発心弾銃「ジムノペディ」。心弾の名は「漆黒（シッコク）」。ユウサリ勤務時代は心弾銃「夜想曲第二十番」を、心弾は「黒針（クロバリ）」を使用していた。
ロダ
ゴーシュの相棒。犬のような姿をしており、「クオン」「クー」と鳴く。表情豊かで狩りが上手。ゴーシュとの信頼関係はとても厚い。
また、ノワールの相棒としてのロダについては、リバースを参照。
ラルゴ・ロイド / ラルゴ・バロール
声 - 小西克幸
ハチノスの館長。摩訶の子の噂を聞きつけ、滞在していたキリエの町で会ったニッチを出張用の相棒にしようと思っていたが、ラグに懐いているのを見て諦めた。飄々として捉えどころのない性格。いい加減に見えて、思慮深くやり手。BEEとしては現役を退いている。自分専用の相棒を持たない。カベルネをラグ達が逃がしたことで、責任能力を問われ、ガラードによってハチノス館長を解任された。ロレンスと面識があり、現在は一市民を名乗りリバースと接触している。いつも携帯している杖は心弾銃でもある。
アカツキの手前の区域、カゲロウで生まれた。AGの実質的支配者・ジックの息子。ロイドは母方の姓。父親によって実験に利用された為、胸に大量の傷跡がある。
常に葉巻をくわえているが煙が出ていたことは一度も無い。
アリア・リンク
声 - 小清水亜美
ハチノス副館長。ゴーシュの幼馴染。クールで知的な美女。ゴーシュの母親の死とシルベットの誕生にも立ち会い、その日に起きたゴーシュの記憶喪失の遠因を見た一人でもある。アカツキに栄転したゴーシュに昇進祝いの「ゲボマズスープ」を贈った。BEEとしては現役を退いている。仕事は出来るが、運動能力は、ほぼ皆無。「スクランブルダッシュ」が口癖。
心弦楽器と呼ばれるヴァイオリン型の楽器「無伴奏ヴァイオリン・ソナタ第1番ト短調」を駆使する。攻撃には「紅緋色ノ旋律（ベニヒイロノセンリツ）」を、他に精神回復心弾「管弦楽組曲第三番（G線上のアリア）」を使用する。
ハチノスに、自身のファンは多いが、自分の美貌には無頓着で、グラマーになって現役時代の制服がきつくなったのを「太った」と感じている。
ボルト
アリアの元相棒で巨大な犬。額に稲妻のような傷跡があり、この傷が名前の由来でもある。鳴き声は「ワホイ」。アリアとは互いに小さい時に出会った。現在使われている配達ルートの多くを開拓した優秀な相棒で、ヘッド・ビーの相棒にもなれると言われ「勇者」と呼ばれていた。かつて相棒として運動能力のないアリアを助けていたものの、老衰で相棒として活躍することはできないとサンダーランドJr.に宣告された。これが理由でアリアはBEEを引退したが、ボルト自身は今でもアリアを守っている気満々である。
コナー・クルフ
声 - 菅沼久義
ラグをBEEの面接試験に送ることになったテガミバチの青年。大食漢で肥満気味。
地雷型の武器「心地雷」に「食欲」の欠片を込めた「黄爆（キバク）」で戦う。これを使うと食べ物をたくさん食べなければならなくなる。
ガス
コナーの相棒の大型犬。コナーがドジをした時に笑うなど忠誠心があるとは言い難いが、一応コナーの言うことは聞き、逃げ足も早い。
穴掘りが得意で、コナーが用いる「心地雷」を設置するための穴を掘り、また囚われた時に穴を掘って脱出することが可能。
『裏テガミバチ』での翻訳によると口調などはコナーと同じで常に食べる事ばかり考えるなど主人と似ている部分があった。
ジギー・ペッパー
声 - 中井和哉
「こころ」を燃料とする鉄の馬（バイク）を駆る、唯一の速達専用のテガミバチ。ラグ以外では唯一のヨダカ出身者で、BEEとなった後に義兄弟のために故郷であるキリエの町に教会を建てた。 老若男女を問わず、テガミバチたちの憧れとなっている。
ザジ曰く「男の中の男」。心弾の名は「群青（グンジョウ）」。
ハリー
ジギーの相棒。精悍な目つきの猛禽。上空から道の情報を伝えるナビゲーター。ロイドには「さん」付けされている。
ザジ / ザジ・ウィンタース
声 - 岸尾だいすけ
ラグの審査監視員を務めたテガミバチの少年。14歳。やや短気で喧嘩っ早い性格だが、根は優しく猫が大好き。
心弾銃は散弾銃型の「テンペスト第三楽章」。使用する心弾は「悪意」の欠片の「青棘（アオトゲ）」。打たれた者は数日最悪な気分を味わう。
幼い頃、両親を鎧虫に殺された過去を持ち、「鎧虫に復讐する」ためにテガミバチになった。そのため、鎧虫を倒す事以外にはあまり興味がなく、本来の仕事である配達を疎かにしていることからテガミバチとしての評価は低く見られている。ラグ、コナーとは親交が深く、3人で行動を共にすることが多い。
ヴァシュカ
ザジの相棒。体全体が黒一色の大柄なネコ科動物。ザジによく懐いている。鳴き声は「ゴギャー」。
『裏テガミバチ』での翻訳によると話し方はザジと同じでニッチに好意を抱いているステーキを茶化すなど主人に似ている部分がある。
モック・サリヴァン
声 - 菅沼久義
テガミバチ。仕事に私情を挟まない「レターズ・スルー・ドア」がモットー。そのモットー故、ラグが持つ心弾銃の「手紙の中身を見る能力」を疑問視している。
戦闘時はクランクに自分をかませて、注入した毒で自分を覚醒させて戦う。覚醒中は性格が豹変し英語を喋る。ただし、体への負担も大きいようである。心弾銃はもっておらず、精霊琥珀の指輪を左手人差し指にはめている。この指輪で心ダガーとも呼べるナイフ「green bail out」を作り出し、それを投げて攻撃する。
クランク
モックの相棒の王冠コブラと呼ばれる蛇。普段はモックの腰のポーチに入っている。
エレナ・ブラン
声 - 小林ゆう
故人。シレンシオの町出身のテガミバチでロイドの現役時代の同僚。12歳頃、配達途中に、ダコワーズ断崖のセイウチ崖で転落し死亡。
ダーウィン
声 - 大黒和広
エレナの相棒。犬やタヌキのような外見で勘がよく、名前の意味は「親愛なる友」。
エレナの死亡後もディンゴとして主人の帰還を待ち続けていたが、ラグにより「テガミ」としてエレナの墓の元に届けられると、静かに息を引き取った。
リリー・コンフォート
ラグを「光の子」と呼び、特別視しているテガミバチの少女。13歳。放つ心弾は「山吹（ヤマブキ）」。好みのタイプは、年下の男性。テガミバチ総出によるカベルネ迎撃戦に参戦しラグと共に首都防御の最終ラインに配置される。心弾を撃てなくなったラグを助けカベルネにダメージを与えるも、カベルネに心を奪われてしまう。
サワン
リリーの相棒。配達の途中で大怪我をしたことが原因で、戦闘不能となった。
シャロル＆ワツスン
カベルネ討伐部隊でシャロルは短髪の少女、ワツスンはメガネをかけた少年。コナー達に敬語を使う。

### リバース
ロレンス
声 - 遊佐浩二
反政府組織・リバースの首謀者。人工精霊計画の犠牲者「精霊になれなかった者」を名乗る。ノワールの名付け親。顔面を横切る傷跡がある。テガミバチ時代のゴーシュを監視し、リバースに勧誘していた。
人工太陽調査船プログレの開発者としてアカツキに入ったがその実態を目の当たりにし政府に異議を唱え、それが元で人工精霊計画の犠牲になった。その後失敗作の烙印を押され廃棄されるも生き延び、反政府組織リバースを創り出す。
復讐の為に多くのものを犠牲にする冷酷な性格だが、多くの人々を惹き付ける話術とカリスマ性の持ち主。ラルゴを迎え入れてからは作戦指揮を彼に譲り、人々に人工太陽の正体を知らせてリバースの拡大を図る。スピリタス誕生時には、アカツキのゲートでセイン、ジャン、カミュと共にラグたちの戦いを見守る。
アニメ版では純粋な悪役であり、「精霊になれなかった者」を生贄にカベルネの強大化をはかるが、ノワールやシグナル、シグナレスの離反を招き失敗。最後には自らの心を生としカベルネにさらなる力をもたらし死亡する。
ノワール
テガミバチを参照。
ロダ
声 - 堀江由衣
ノワール（ゴーシュ）の相棒。「精霊になれなかった者」の一人。現在は美少女の姿で、白の衣装を身にまとっている。ゴーシュを拾った張本人で、彼の事が気になる様子。「略奪者」となったゴーシュと共に行動している。高い身体能力を生かした俊敏な動きと手に持ったナイフを武器にして戦う。
本人の意識下では融合以前の記憶はないとされるが、融合素材の中にゴーシュの相棒だった「ロダ」が含まれていることが仄めかされており、夜には大量の月光や水を摂取する必要があるなど、花の性質を持っている。
ジール
声 - 櫻井孝宏
リバースの略奪者。「精霊になれなかった者」の一人。胴体は人間に近いが四肢は狼のような姿である。「カベルネ」を探していたザジと遭遇、狼のような素早い攻撃でザジを追い詰めたが、ザジの策によって「カベルネ」に襲われる。心を奪われる直前にラルゴによって救い出される。アニメ版では、ザジ本人によってカベルネから助けられるが、同じリバースの略奪者であるガラードによって射殺される。
ミー
リバースの一員。「精霊になれなかった者」の一人。ハイレグレオタード姿で、豹柄の足を持ち猫のような仕草が特徴。語尾がカタカナ表記になる。かなり気性が荒い。

### ユウサリの住人
シルベット・スエード
声 - 水樹奈々
ゴーシュの妹。12歳。ユウサリで暮らしている。料理が下手で兄と同じ味覚音痴。生まれつき両足が不自由で、木製の車椅子に座って生活している。「車椅子の女豹」を自称する。ラグと同じく「瞬きの日」に生まれた。
母親（シルベット）は彼女を生んだ時に死亡し、瞬きの日の光によって母親の記憶を失ったゴーシュによって同じ名前を付けられた。
初めてラグと対面した時に、ゴーシュが残した「夜想曲（ノクターン）第二十番」をラグに託す。現在はラグとニッチに「必ず帰ってくること」を約束に元々ゴーシュの部屋だった場所に住まわせている。
しっかり者で気の強い所があるが、実はラグと同じくらい泣き虫であり、似た者同士。人形を作る仕事をしていて、夜想道の「カタン」という店で販売されている。
Dr.サンダーランドJr. / アーロン・サンダーランドJr.
声 - 石川英郎
アンバーグラウンド生物化学諮問機関第三課所属のヘッド博士（ドクター）であり、世界科学班のヘッド博士（ドクター）Dr.サンダーランドの息子。副業でハチノス医療班の医師も勤めており、右目に眼帯をしている。
主に疫病に関しての研究をしており、病死した動物を拾っては研究材料にするためユウサリ中央の住人から「死骸博士」の通称で気味悪がられているが、その一方で動物達の墓を作り丁寧に葬るなど心優しい一面も持つ。典型的な科学者気質。珍しい生物を見つけるとすぐに解剖しようとする悪癖がある。専用研究室は感染を防ぐため、直属の部下でさえ入室は禁じられており、BEE達は死骸博士のヘルズ・キッチン（解剖場）と呼んでいる。ザジ曰く、「世界中の誰よりもきっと解剖が好き」。ラグ、ニッチ、ステーキを三体セットで解剖したがっている。
かつてゴーシュとは親しい仲で理解者だった。またゴーシュの行方を追うため異教徒（反政府派）の多い町「ハニー・ウォーターズ」の"精霊になれなかった者"へのテガミをラグに託す。
瞬きの日に墜落した飛行船の乗組員の一人だったが、事故の記憶を右目と共に人工太陽に奪われた。
Dr.サンダーランド
声 - 樫井笙人
Dr.サンダーランドJr.の父親で世界科学班のヘッド博士（ドクター）。サンダーランドJr.登場前から単行本のおまけで1巻から登場しているのだが、本編に1度も登場していない。主に各巻に登場した重要事項の解説を行う。
関西弁でノリの良い性格。本編に自分が登場していない事をネタにしている。本編に登場したがっている。
容姿がガラードと似ており、ガラード登場予告を自分の登場予告と勘違いしたことがある。やや斜視。アニメ1期の番外編でも、テガミバチ学園にしか登場していない。
最終巻でもおまけに登場するが、本編内では既に死亡している事が明らかになりショックを受けていた。
ハント&サラ
声 - 千葉進歩（ハント）、小松由佳（サラ）
「精霊になれなかった者」を自称しハニー・ウォーターズで反政府運動者として活動している夫妻。ハントは21歳で、サラは20歳。ハントの身体はニッチのように鋭いかぎ爪になっており、サラはそれを政府の実験失敗によるものだと公言しているが、実際には政府とは無関係の偽物。
ある見世物小屋に2人がいた頃、ハントが死んだ猛獣の腕を付け替えて見世物になることを条件にサラが売られるのを阻止した事が真実である（サラはこの事を知っていたが、ハントと一緒にいたいがために気づかないフリをしていた）。真実を知られたことでハニー・ウォーターズでの居場所を失い、ラグ達の計らいでユウサリに移住する。ハントはサンダーランドJrの助手として、サラは職業斡旋所の職員になって幸福な生活を送っている。
アン・グラード
声 - 喜多村英梨
ハニーウォーターズに住む14歳の少女。かつて父（声 - 松岡大介）を鎧虫に殺されていて、「鎧虫はテガミバチが連れてくる」というハントとサラの演説が嘘だと気付いている。
町の住人の5年分のテガミを保管していて、それらをラグへ託そうとしていた。自分より2歳年下のラグはまだ子供だと少しませた所がある。ザジに少し気がある様子。
ゴベーニ夫妻
声 - 天田益男（ジェイコブ）、山下亜矢香（サンドラ）
ユウサリ中央の夜想道で武器とパンの店「シナーズ」を営んでいる夫婦。子供がいたが、既に亡くなっている。
夫ジェイコブは熊のような体格をしていて豪快な性格。妻サンドラは気が強く、子供好き。
元々は代々政府公認で心弾銃を取り扱う武器屋だったが、武器がさっぱり売れなくなったことで生計を立てるためにパン屋稼業を始めた。現在はユウサリで人気のパン屋と知られており、武器商売は縮小傾向にある。ガラードやゴーシュなどといった優秀と言われているBEEと面識があり武器屋としての腕前は確かなようである。
マナ・ジョーンズ
声 - 井上麻里奈
アニメオリジナルキャラクター。ハチノスで花や薬草のポプリを使った休憩室を管理している盲目の女性。数年前、中々研究の成果が伸びず悩んでいた際に事故で視力を失い、解雇されかけた所をゴーシュとサンダーランドJr.の活躍により今の仕事を得た。

### ヨダカの住人
サブリナ・メリー
声 - 谷育子
現在はキャンベル・リートゥスに住んでいる、かつてラグの家の近所に住んでいたことがある女性。ゴーシュに「テガミ」として届けられたラグを彼が自立するまで五年間育ててきた。
ラグにはもう一人の母親と慕われており、ラグからは「サブリナおばさん」と呼ばれている。
ネリ&ネロ
声 - 生天目仁美（ネリ）、松岡由貴（ネロ）
ジギーとは義兄弟の関係。姉のネリはキリエの町に住んでいる。病気がちな弟のネロはジギーにテガミを残し死亡。ネリはジギーがネロを見捨てたと思い、テガミバチになったジギーを恨んでいたが、ラグの心弾によってネロとジギーの真意を知り誤解が解ける。その後はジギーとネリの交流が復活した模様である。
ソーニャ・マルメーラ
声 - 斎藤千和
アニメ12話で登場。山奥の保守傾向の強い寒村であるジュール・スノー・マウンテンから隔離された所に一人で住む少女。実は両親を鎧虫に殺されており、「鎧虫に関わった者は更に鎧虫を呼ぶ」という村のしきたりの為に、両親死後も邪険に扱われていた。
家事や雪かき等全て一人でこなし、隔離された過酷な環境に生きるも、非常に心優しい少女で、絵本の作者になるのが夢。その優しさに触れたザジが彼女を守る為に奮戦する。

### アカツキの住人
アヌ・シーイング
声 - 久川綾
ラグの母親。何者かによりアカツキに連れ去られてしまう。サブリナと親交があり、ヨダカでラグと暮らしていた。
その正体は首都の人工太陽の下に君臨するAGの女帝。人々の信仰の対象にもなっている。その肖像には涙を流す妊婦と、胎に宿した左目の無い子供が描かれている。
AGの皇太子妃だったが、首都から抜け出しヨダカで生活を始め、サブリナの助けもありラグと幸せに暮らしていたが、先代の女帝が死亡し、スピリタスの封印という役目が出来た事でジックにより首都へと連れ去られる。首都では女帝としての役目を果たしながらヘッド・ビーであるロプト・センダックと友情を育んだが、やがて危篤の状態に陥り、スピリタスの封印システムが崩壊していく。
ジック・バロール
女帝直属近衛師団長。かつて人工太陽の調査船に乗っていた政府の役人。人工太陽の瞬きによって右目を失っている。ラグの母親をさらった者の一人。ハチノス館長・ラルゴの父親。女帝制の維持を見せかけ実は軍事政権を確立、政治的権力を掌握しているAGの事実上の支配者。人工精霊計画の中心人物。妻や息子をも実験に利用した冷酷な人物とされてきたが、実際にはAGの人々を少しでも救う為に活動しており、ラルゴの臓器は全て彼が分け与えたものだった。
プマのクーちゃん / ロプト・センダック
ヘッド・ビー。全てのテガミバチの目標とされる人物。心弾銃は巨大なパイプオルガン・「革命のエチュード」、心弾名は「Revolutionary」。相棒は子ぎつねのような動物の「テール」。BEEの他に「広告の着ぐるみ（サンドイッチマン）」になるのが夢で、BEEになってからもぬいぐるみ作りを得意としている。ヘッド・ビーに任命されてからは、アカツキに囚われる人々の「こころ」を人工太陽に打ち込んでスピリタスを封印していた。ヘッド・ビーの仕事に憔悴していたが、女帝がアヌに世代交代し、アヌと交流を重ねた事でかろうじてまともな精神状態を保っていた。しかし、アヌが危篤となった事で精神を病み、「プマのクーちゃん」という新たな人格が生まれてしまった。クーちゃんとなってからは、自作のクマのぬいぐるみに身を包み、女性のような砕けた言葉使いで話す。ロプトの人格はクーちゃんのとなりで眠っているという。バロールが首都を放棄した事で、首都機能を掌握。軍を指揮下に納めると革命と称してラグとチコをアカツキに導き、スピリタスを滅ぼす手助けをする。

### その他の人物
カリブス・ガラード
声 - 井上和彦
元テガミバチで、現在は首都の役人とされていたが、実際にはカゲロウに勤務している。サンダーランドに瓜二つの外見をしている。厳格な性格で、（アリア曰く、「傲慢」）「ラグ達がカベルネを逃がしたのは館長であるロイドが甘いからだ」という理由でロイドを解任し、「次の館長が決まるまでハチノスを牛耳る」と宣言した。ラグとアリアを凍結物権課に左遷した。ヘイズルには比較的甘く、情に脆い元相棒のごり押し気味な意見を結局認めている。テガミバチとして働いていた頃は、ヘッド・ビー候補とまで言われていたが、リバースによる頻発なテガミの略奪を受け、首都から監査人としてハチノスに派遣された。その後はヘイズルと共に鎧虫カベルネの打倒に奮闘する。
かつてヘッド・ビーを目指し、ヘイズルと共にカゲロウまで到達したが、ゲートキーパーのセインに首都入りには不適格と診断され、ビーを辞めた。カゲロウに到達したことで、人工太陽の光の正体と「この世界の真実」に気付き絶望を味わった。
アニメでは、政府にスパイとして潜り込んでいたリバースの略奪者という設定。表向きはユウサリでのリバース調査の任に付きながら、略奪者としての活動を行っていた。ロレンスへの忠誠心は高いが自分達以外の略奪者を蔑視する傾向があり、同じ略奪者のジールを躊躇なく射殺するなど冷徹極まりない人物となっている。
ヘイズル・バレンタイン
声 - 立木文彦
ガラードの元相棒。現在はガラードと共にアカツキの役人となっている（公には首都勤務扱い）。長い白髪を後ろでひとつに束ねた大男。ハチノスに来た時に、ロイドに馬車や菓子のことで色々と文句をつけていた。強靭な肉体で戦闘力も高く、ニッチの髪の剣に生身で対抗できるほど。また、ニッチの能力に興味を持ち彼女をからかって面白がっていた。威圧的で奔放な性格だが、ガラードに比べその姿勢は柔軟で涙脆い。
アニメではガラード同様にリバースの略奪者となっているが、殺人すら厭わなくなったガラードに比べ、原作通りのコメディ色強い人物。
シグナル / カミュ
声 - 大黒和広（幼少時代 - 阿部敦）
ヨダカとユウサリをつなぐ橋、ビフレストの門を守るゲートキーパー。少年時代の呼び名はカミュ。アルビス種。シグナレスと共にリバースに加担しており、2人の協力によりロレンスはユウサリとヨダカを自由に移動することができる。三つ子の兄弟共々、元々はBEEだったが政府の調査船で人工太陽の瞬きを目撃し目を失う。本来調査船に乗るはずだったのはラルゴだったが、ラルゴが持病を持っていたことから代わりに搭乗することになる。相棒は巨大蜥蜴のアロンジ。許可証のないものを躊躇なく始末する。
アニメ版でもリバースに加担していたが、カベルネを強化する最終計画の前にロレンスを裏切り、精霊になれなかった者たちを救う。
シグナレス / ジャン
声 - 大黒和広
ビフレストの門を守るゲートキーパー。少年時代の呼び名はジャン。瞬きの日の犠牲になった三つ子の元BEEの一人。
アニメ版ではリバースに加担。カベルネを強化する最終計画の前にロレンスを裏切り、精霊になれなかった者たちを救う。
セイン
首都アカツキのゲートキーパー。シグナル、シグナレスの三つ子の兄弟で末弟。彼のみ本名で活動している。瞬きの日、調査船に搭乗した生存者の中で最も重症だった。現在の姿は体が崩壊して人の原型を残しておらず、溶液に浸りただ生きているだけといった劣悪な状態。右目がなく体も動かせないが、テレパシーで会話ができる。胸に精霊琥珀が埋め込まれており、相手の「こころ」を計測し、カゲロウからアカツキに入るに値する者かどうかを選別する。プマのクーちゃんを現在も「ロプト様」と呼んでいる。
アニメ版では死亡しており、シグナル、シグナレスがリバースに加担した要因として語られる。
ニッチの姉
声 - 小山茉美
ニッチの双子の姉。ブルー・ノーツ・ブルースの洞窟の奥に住む。ある時まではニッチと瓜二つの外見だったが、人によってニッチと生き別れてしまった時に強い悲しみで急激な成長を遂げ成人した姿になっている。ニッチ同様髪の毛を自在に操る力を持つが、全身に纏い衣服の形状にしたり、巨大な弓矢などを形成することもできる。ニッチよりも口調はしっかりしているが、感情が高ぶると言葉遣いがうにゃむにゃになってしまう一面がある。摩訶と共に、幼い鎧虫を氷柱に閉じ込め、外界へ出てゆくことを食い止めている。
ブルー・ノーツ・スケールに摩訶と共に住んでいたが、ゴーシュの足跡を追ってラグと共にやってきたニッチと再会する。
人間を怨んでおり人間を助けたニッチをも殺そうとするが、ラグによって和解する。その後、一時的にニッチを預かった際に髪の扱い方を教え上達させた。ラグを人間ではないと感じ取っている。
セリカ
声 - 植田佳奈
約200年前のブルー・ノーツ・ブルースに住んでいた女性でニッチとその姉の母。飢餓により夫に先立たれ、双子の赤子を宿したまま摩訶への生贄としてブルー・ノーツ・スケールに放り込まれ、出逢った摩訶に「自分はどうなってもいいから子供だけは助けてほしい」と懇願する。その願いを聞き入れた摩訶が子供に力を与えた代償にこころを失い、里に戻り、ニッチたちを出産した後に死亡した。

## 用語解説

### アンバーグラウンド（AG）
四方を海に囲まれた夜が明けない国。様々な人種・種族が暮らしている。本島は海から繋がる川で3つに分断されている。一般には階級別に「アカツキ」「ユウサリ」「ヨダカ」という3地区に分かれているとされるが、実際にはアカツキの手前に「カゲロウ」が存在し、実は4区域に分かれている。他の地区に出かける際には政府から発行される「通行許可証」を持つ必要がある。
政体は表向き女帝政だが、実際には軍事政権をとっている。女帝はアカツキの太陽の下に君臨すると言われている。また、女帝はアンバーグラウンドでは信仰の対象でもあるため、それにちなんだ宗教的な施設やアイテムも多い。

#### 区域（エリア）
アカツキ
AGの首都であり、人工太陽に照らされた特級・上流階級が暮らす選ばれし人間たちの都会と言われている。常に光に包まれているため、鎧虫は一切生息しないという。巨大な王冠のような形をしており、その中心部分が首都アカツキ、その周りがカゲロウである。ゲートキーパーにより許可された強い「こころ」の持ち主しか入れない。その正体は最強の鎧虫・スピリタスの誕生を防ぐため、首都にたどり着くことができる強靭な人々の「こころ」をスピリタスに与え続ける場所。それゆえ、ラルゴは首都の人間を「アカツキにとらわれし人々」と表現している。実際には光がほとんど存在せず、AGで最も暗い闇に包まれた場所である。
ニューグレンジ
アカツキ中心部へ向かう地下通路。首都の人々の「こころ」、漂流思念があふれ出しており、強靭な「こころ」がなければ漂流思念に取り込まれ通過は難しい。
ダグダの大釜
首都の人々から「こころ」を吸い上げる装置。ハチの巣型をしており、その一つ一つに人間が捕らわれている。彼らは生きている者の、度重なる「こころ」の摂取により既にまともな自我を失っており、命とこころが失われるまで二度と出る事はない。
アヴァロン
女帝の間。ヘッド・ビーにしか扱えない巨大な心弾銃、そして心弾銃と一体化した女帝が存在する部屋。
カゲロウ
アカツキの手前に存在する秘匿された区域。AGでは考えられないほどに広大で豊かな農地が広がっているが、その実態は人工太陽に奪われた人々の「こころ」を糧に育った作物であり、働いている農夫たちは罪悪感に苛まれ苦しんでいる。アカツキ入りを選定される者が到達できる場所で、アカツキのゲートキーパーに不適格と判断された場合は、このカゲロウで要職に就くことになる。また、裏では人工精霊計画の犠牲となった失敗作や、精霊になれなかった者が廃棄される実験体廃棄場などがあり、実験もここで行われていた。AGで最も明るい場所である。
ユウサリ
中流階級の人々が暮らす地域。中心都市である中央（セントラル）には、「テガミバチ」の拠点「郵便館BEE-HIVE（通称：ハチノス）」が所在する。
祈りの丘
ユウサリ中央の町で人工太陽の「光」を一番近くに感じることができる、ゴーシュとアリアのお気に入りの場所だった。
ハニー・ウォーターズの町
ユウサリ中央の北西に存在する町、小さな町だが現在は反政府勢力の活動拠点。この町の湧水には毒素が含まれているので、直接飲むことはできない。
ホールデン・コールフィールド
調査船プログレが建造された場所。ユウサリの西にある。
アストル
12年前の「瞬きの日」、政府の飛行船が墜落した場所。
ヨダカ
労働者・下等階級の人々が主に暮らす地域。主な鎧虫が生息し、住民たちの心も荒廃していて治安も悪く、ほぼ全土が危険地帯。住民たちの利益は、そのほとんどが政府に吸い上げられてしまうが、中には外海からの密輸により裕福な暮らしをしている地域もあるらしい。
コーザ・ベル
ラグの生まれ故郷。ゴーシュがラグを「テガミ」として集荷した場所でもある。
ブルー・パンプキン山脈
ヨダカ南部の山脈、人通りが少なく鎧虫ダイキリが生息している危険地域。
ブルー・ノーツ・ブルース
ヨダカ北の氷河の里。ニッチのルーツである伝説の生物「摩訶」の目撃証言が残る。洞窟（ブルー・ノーツ・スケール）にはニッチの双子の姉が住んでいる。ニッチが生まれた場所でもある。
ジョゼの白砂漠
美しい綿毛を飛ばすチップ花が咲いている。鎧虫ブッカーズが生息している。
キャンベル・リートゥス
ラグが配達後育てられた港町。ヨダカの最南端にあり、外海から海賊も立ち寄る違法港がある。
ブッコロリの森
巨大なブロッコリーのような木が生い茂る森。鎧虫フォア・ローゼスのテリトリー。
キリエ
通称デッド・エンド（行き止まりの町）。ユウサリへと続く橋「ビフレスト」がある町。ユウサリに渡ろうとする旅人が多く集まる宿場町だが、「通行許可証」を持たない旅人は「ビフレスト」をわたることができない現実に直面するため、すさんだ雰囲気を持つ町である。

### テガミバチ関連
テガミバチ
人々に「テガミ」を届けることを仕事とする国家公務郵便配達員「BEE」の通称。制服の帽子にあるテガミバチの紋章は人工太陽の正体で鎧虫・スピリタスを象ったものである。彼らは鎧虫を倒すための武器を所持し、いかなる危険が伴おうとも「テガミ」を届けることに従事する。なお「テガミ」は、はがきや小包に限らず、ラグのような「人」やダーウィンのような「動物」もこれに含まれている。
ヘッド・ビー
テガミバチの中における最高称号者。彼に運べない手紙はないとされる。ゴーシュとラグの目標である。
現在ヘッド・ビーの称号を持つのはロプト・センダックただ一人である。政府の重要な配達以外は首都勤務。
本当の役割は人工太陽に首都の人々から集めた「こころ」を打ち込み、鎧虫・スピリタスを封印し続けることである。
相棒（ディンゴ）
「テガミバチ」と行動を共にする相棒。特に制限はなく、命令や話を理解できる知能を持ち、訓練ができるならばどんな生き物でも良い。金（リン）が払えるなら格闘家などを雇うことも可能。

### 生物
鎧虫（ガイチュウ）
闇の世界であるヨダカとユウサリに生息する、身体を硬い鎧に覆われた巨大な虫のような生物。意思は持たないとされているが、人間の心に集まる習性があり、太古には何かを求める意思があったのではないかと言われている。倒すためには、鎧の内側に「こころ」を響かせる必要があるが、そのための武器が心弾銃である。
その正体は、死後にこころが抜け落ちる前に琥珀化しなかった精霊虫が脱皮と変態をくり返し、成虫となったもの。なくしたこころを求め、彷徨っている。ユウサリの科学者も鎧虫には「こころ」はないと発表しているが、ラグは鎧虫が泣く声を聴いたことがある。
いずれも名前の由来はアルコール飲料である。
ダイキリ
テントウムシ型。ラグが「テガミ」だった頃に遭遇した。
生息テリトリー：ブルー・パンプキン山脈サピー山
名称はラムを主体としたカクテルから。
ブッカーズ
アリジゴク型。ラグが「テガミ」だった頃に遭遇した。下顎に鎖付きの槍を持ち、擂り鉢状の罠に落ちてきた相手を狙い撃ちする。反面、再装填には時間がかかる。
生息テリトリー：ジョゼの白砂漠
名称はバーボンウイスキーの一種から。
フォア・ローゼス
カマキリ型。首を切り落とされた状態でも「こころ」を響かせない限り動き続ける。
生息テリトリー：ブッコロリの森
名称はバーボンウイスキーの一種から。
グレン・キース
ムカデ型。他の鎧虫と比べても非常に巨大であり、心弾を撃ち込んでも破壊されたのは身体の上部（前部）だけで、仕留めるには至らなかった。外敵に対しては、側腕の爪をミサイルのように飛ばして応戦する。ザジの台詞から、テガミバチたちを長年にわたって妨害し続けていることがうかがえる。
生息テリトリー：ラズベリー・ヒル
名称はスコッチウイスキーの一種から。
ジンロ
ゴーシュが過去に交戦した鎧虫。弱点は口部だが、顔の両脇にある覆いをスライドさせて己の身を守る。
名称は韓国の焼酎メーカー及びその商品名から。
レッド
ザジが交戦した鎧虫。弱点は頭部の穴。一個体は弱いが集団で活動する。
名称はサントリーから発売されているウイスキーから。
アブサン
アトラスオオカブト型。山崩れで生息テリトリーが変動し、ラグたちを襲撃する。10年前にエレナ・ブランの死に関わった可能性がある。アニメ第20話では、腹部のほかに羽根の下にもう1つの隙間を持つ変異体も登場し、ザジに重傷を負わせた。
生息テリトリー：セイウチ崖、ハルト砂漠
名称はニガヨモギなどを使用するリキュールから。
デュベル
ノミ型。底が見えないほど深い谷底から吊り橋までジャンプできるほどの跳躍力を有する。弱点の眼を、西洋甲冑のような面覆いで庇っている。
名称はベルギービールのメーカー及びその商品名から。
シードル
ケラ型。地中生の鎧虫。弱点は尻だが、上半身のみを外に出して攻撃するために反撃しにくい。
名称は発泡性のある林檎酒シードルから。
ヤマザキ
ゾウムシ型。ハニー・ウォーターズに辿り着いた日のハントとサラの前に出現した鎧虫で、現役時のゴーシュに退治された。縦に長く伸びた口先を使って攻撃する。
名称はサントリーから発売されているウイスキー及びその蒸留所から。
コロナ
ダンゴムシ型。リキッド・サンド・リバーの幻灯台にある幻灯台守の日誌に込められた「こころ」を食べようと、塔の頂上に張り付いていた。ジギー・ペッパーに倒される。
名称はメキシコのコロナビールから。
カベルネ
元々はヤゴ及びトンボ型だが、後にヒト型となる。「精霊の庭」で封印されていた太古にしか出現記録のない究極の鎧虫。ノワールによって眠りから覚めて幼虫から成虫に脱皮し、変態を経て飛行形態となる。
桁違いに巨大で体の一部が破損しても時間が経てば元通りに再生する能力を持つ。リバースによる首都攻略の要で、人工太陽を滅ぼせると言われる強大な存在。胸部から飛び出す無数の触手で上空から攻撃する。
歴史上類を見ないほどに人の心を奪い続けた結果、鎧虫であるにもかかわらず心を持ち始め、姿も「ヒト」のように変形し始め、次々とテガミバチを葬る。しかし、「ヒト」になり始めたがゆえに、ヒトにとって最大の弱点である「心臓」が弱点（スキマ）であることが判明し、心臓を総攻撃されて倒された。
アニメ版では原作とは違う変態を遂げるが、ユウサリ中央でラグたちに撃破された。
名称はワイン用のブドウ品種から。
エブルム
オトシブミ型。リザントメンツへの旧道に縄張りを張る。弱点を守るため、崖上から岩を落として攻撃する。
名称はスコットランドの伝統的なビールから。
コアントロー
アニメ第12話に登場。グレン・キースと同じく巨大なムカデ型の鎧虫で、攻撃手段も弱点も共通している。体色は白い。
名称はオレンジを使用したリキュールから。
スピリタス
蜂型。テガミバチのシンボルでもある。カベルネさえもはるかに凌ぐ、世界最古にして最大最強の鎧虫。人工太陽の正体で、孵化する前は巨大な胎児のような姿をしている。鎧虫と呼ばれているが、正確には鎧虫となる直前の精霊虫。元は特別な力を持った精霊虫の子だったが、「こころ」が抜け落ち鎧虫となる直前で琥珀化、世界中の「こころ」を餌に強大な光を放つ。終わることのない「こころ」の摂取は、世界から自らの発光を除く全ての光を拭い去り、あらゆる生物と植物を死に追いやった。餌となる「こころ」が足りなくなった時、スピリタスは最強の鎧虫としてこの世に誕生し、世界は終焉を迎える。太古の時代は精霊虫がスピリタスに「こころ」を運び、その誕生を防いでいた。現在はAG政府が首都の人々から「こころ」を集め、それを女帝が増幅、ヘッド・ビーがその「こころ」をスピリタスに打ち込むことで、かろうじて封印状態が保たれている。名称は世界最高濃度の蒸留酒から。
最終巻においてついに誕生し、九つの街を滅ぼしたが、ラグの「光針」によってダメージを負い奪ってきた「こころ」を徐々に解放。尻尾の針でラグを刺し殺そうとするが、ラグを庇ったニッチが代わりに刺され、ラグの「こころ」を全て込めた「光針」を受けて完全に消滅した。
精霊虫
カペルマイスターと共存関係にあったと言われる生物。大地の霊的エネルギーが小さな虫に宿り実体化したもの。その多くは「こころ」を持ったまま樹脂に閉じ込められ精霊琥珀となるが、琥珀化する前に「こころ」を失うと鎧虫に変貌する。「こころ」を集める性質を持つが、その理由はスピリタスを封じ込め、世界を延命させるためだった。
摩訶
竜に似た生物で、金色の鬣に瑠璃色の瞳をもっている。残虐な性質ながらその姿は美しく、一部の地域では神聖視されている。世間では認知されていないが、ヨダカ最北の辺境の町ブルー・ノーツ・ブルースの洞窟に生息している。洞窟に数千の鎧虫を凍らせて閉じ込めており、「精霊の庭」と呼んでいる。200年以上前は人の言葉を話せたが、長年にわたって人との関係を絶っているため、現在は言葉を話せない。
アルビス種
銀髪と暗褐色の瞳を持つ人種。ゴーシュ、シルベットはアルビス種である。
ラグもアルビス種の影響を色濃く受けているとされている。
感受性が鋭いらしい。
精霊になれなかった者
人工精霊計画の犠牲になり、様々な生物たちと融合されたと主張する者たちのこと。

### アイテム
精霊琥珀
太陽に代わり、太古から大地の地下深くに眠るエネルギー資源。「精霊」という木々や大地の霊的エネルギーが虫に宿った選ばれた生き物「精霊虫」が琥珀化したもの。「テガミバチ」はこれと他のアイテムを組み合わせて武器として使用している。
心弾銃
国家公務郵便配達員BEEのほとんどが使う銃型の武器の名称。精霊琥珀を媒体に心弾を装填・発射する。その特性上琥珀なしでは機能せず、持っていても心弾銃を使いこなせるほどの心がないとやはり使えず、アリアがいうには「子供の感受性から発生する心が一番強い」。
あくまで装備している銃はこころを弾丸にするためのイメージを作りやすくする道具にすぎないため、必ずしも銃である必要はなくコナーの心地雷やアリアの心弦楽器など別の物で代用している者もおり、極端に言えば手から心弾を撃つことも可能。余談であるが日本の明治政府時代の郵便配達員も銃を所持していた「郵便物保護銃規則」参照。

### 組織・施設
ハチノス
ユウサリ中央にある郵便館「BEE-HIVE」の通称。ラグをはじめとするテガミバチはここを拠点に仕事をしている。
ハチノス医療班
仕事柄、「こころ」の消耗が激しい「BEE」達の健康を管理するためハチノス内に設置された医療所。専属医師はDr.サンダーランドJr。
ビフレスト
ヨダカとユウサリを繋ぐ橋。ヨダカ側にはシグナルユウサリ側にはシグナレスという門番（ゲートキーパー）がおり、橋の入り口の門より管理している。通行者を黒水晶製の特殊なパイプ煙草の煙で認証する。ヨダカ側には不正な手段で橋を渡ろうとする者を排除するため、アロンジという巨大なトカゲがいる。アロンジは第4話にてニッチにより尻尾を切られた。
リバース (Reverse)
AGの「再生」を目指すと主張している反政府組織。リーダーはロレンス。当初は「略奪者（マローダー）」や「精霊になれなかった者」などが所属していたが、現在は政府に反感を持つ住人、未来に希望を残そうとする者たちが集まっている。人工太陽こと鎧虫・スピリタスを滅ぼすことを目的としている。
移動見世物小屋
「この世界」には娯楽が少ないため（特に地方）大流行の娯楽施設、曲芸など芸術的なことを得意とする一座や珍獣など珍しい生き物を見世物にする一座などがあり、種類は多種多様。中には、非人道的かつ胡散臭い事物を見世物にする一座もある。

### その他の用語
リン
AGの通貨単位。
キール
AGの長さの単位。
刻（こく）
AGの時間の単位。現実で換算すると「1刻=1時間」。自然の太陽が存在しないAGでは昼も夜も存在しないため、時間の概念は住人にとって生活の重要な指針となる。
人工太陽
アンバーグラウンド全体から見える太陽。アカツキでは太陽のように、ユウサリでは夕暮れのように、ヨダカでは月のように見える。実は生体。人々から「こころ」を奪い力の供給を行う。その光を浴びて育った作物には奪われた「こころ」が宿り、その作物は一時的に言葉を話す。過去、「瞬きの日」に一度だけ点滅し巨大な胎児のような不気味な姿を現した。詳細は不明だが、「オカアサン」と発声する。また、偶然か否か、調査船で瞬きを見た被害者は全員右目を奪われている。
瞬きの日
12年前の三百十一日目、人工太陽が力の供給のために点滅した日。この「瞬き」により、ゴーシュは母親の記憶を失った。政府の発表では「人工太陽の調査および調整を行った日」とされている。この日、ラグを含め5名の人間が人工太陽の「こころの欠片」を持って生まれており、その5人から太古の重要な記憶を集めることで、アンバーグラウンドの真実を解き明かし、世界を正常化させることができるという。
プログレ
瞬きの日に墜落した政府の人工太陽調査船。ユウサリの西、ホールデン・コールフィールドで建造された。建造に関わったのはホーダイ・フランクリン、カマハン・ネギッシ、ロレンス。人工太陽の瞬きによって搭乗者のほとんどが死亡したため、生存者はジャン、カミュ、セイン、ホーダイ・フランクリン、ジック・バロール、Dr.サンダーランドJrの6名のみとなった。アニメ版ではセインが死亡しているため、人数が合わない。
聖なる夜
アニメ第12話で登場。北で行われる女帝を祭るお祭り。テガミバチは赤い服を着て、恵まれない子供にプレゼントを渡す。こちらの世界で言うクリスマスに近い。なお、聖なる使者は子供の願いを1つ叶える義務がある。相棒（ディンゴ）はこの配達には同行できない。
人工精霊計画
政府が行っている「こころ」を永遠に生み出し続ける「人工精霊」を作り出す計画。現在も何百、何千という失敗が続いており犠牲者は多い。「こころ」を永遠に供給できるようになれば、スピリタスの封印を永遠の物とすることができるため、政府は多くの犠牲を払いながらも研究をやめようとしない。

## 書誌情報

### 漫画本編
- 浅田弘幸 『テガミバチ』 集英社〈ジャンプ・コミックス〉、全20巻
  1. 『テガミとテガミバチ』[集 1]
  2. 『ジギー・ペッパーへの手紙』 [集 2]
  3. 『シルベット・スエードに会う』 [集 3]
  4. 『嘘テガミ』[集 4]
  5. 精霊になれなかった者[集 5]
  6. 『荒野幻灯台』[集 6]
  7. 『ブルー・ノーツ・ブルース』 [集 7]
  8. 『光、闇を照らす』 [集 8]
  9. 『凍結物件課』 [集 9]
  10. 『光る眼』[集 10]
  11. 『BEEの鞄』[集 11]
  12. 『光の子』 [集 12]
  13. 『区域カゲロウ』 [集 13]
  14. 『母からのテガミ』[集 14]
  15. 『小さき者へ』[集 15]
  16. 『嵐が丘』[集 16]
  17. 『途中採用のチコ』[集 17]
  18. 『前略・大切な人達へ』『[集 18]
  19. 『首都アカツキ』[集 19]
  20. 『Shine』[集 20]

### 関連書籍

#### 小説
- 浜崎達也（著） / 浅田弘幸（原作・イラスト） 『テガミバチ 光と青の幻想夜話』 集英社〈JUMP j BOOKS〉、2008年12月15日発売、ISBN 978-4-08-703198-0
- 星希代子（著） / 浅田弘幸（原作・イラスト） 『テガミバチ テガミとテガミバチ』 集英社〈集英社みらい文庫〉、2012年10月5日発売、ISBN 978-4-08-321117-1

#### ハンドブック
- 浅田弘幸 『テガミバチ ハンドブック』 集英社〈ジャンプ・コミックス〉、2009年10月2日発売、ISBN 978-4-08-874831-3

## 担当編集
- 1代目：細野修平- 〜2010年2月
- 2代目：小菅- 2010年2月〜

## アニメ

### テレビアニメ
第1期は、ジャンプスクエア2009年6月号にてアニメ化が発表され、2009年10月から2010年3月まで、テレビ東京系列ほかで放送。放送開始時刻が22:55と、放送時間の一部がプライムタイムに跨って放送された。夜10時台のアニメ放送は「ラブひな」以来、約9年ぶり。アニメオリジナルストーリーを挟みつつ、原作5巻までの内容がアニメ化された。
第2期『テガミバチ REVERSE』は、第1期最終回およびジャンプスクエア2010年4月号にて製作決定が発表され、2010年10月2日から2011年3月26日までテレビ東京系列にて放送。第1期よりも放送時間が1時間繰り下げられ、全編深夜枠での放送となる。第1話から第15話にかけて原作10巻までの内容をアニメ化。第13話から原作と異なるストーリーが展開され、第16話以降はほぼ完全なアニメオリジナルストーリーとなっている。ガラードやバレンタインなど、一部の人物設定が原作と異なっている。

#### スタッフ
- 原作 - 浅田弘幸（集英社「ジャンプスクエア」連載中）[2]
- 監督 - 岩永彰[2]
- 監修 - 神戸守[2]
- シリーズ構成 - 大石哲也（第1期）[2]、赤星政尚（第2期）
- キャラクターデザイン・総作画監督 - 芝美奈子
- プロップ・デザイン・レイアウト監修 - 田中比呂人
- アクション監修 - 松井章
- 美術監督（第1期は美術監修） - 高橋麻穂
- 色彩設計 - 甲斐けいこ
- 撮影監督 - 松本敦穂
- 3DCG - 高橋圭祐
- 編集 - 瀬山武司
- 音響監督 - 清水勝則
- 音楽 - 梁邦彦
- アニメーション・プロデューサー - 清水修（第1期）
- アニメーション制作 - studioぴえろ+（クレジットは第8話以降）[2]
- プロデューサー - 小林教子、足立聡史、押切万耀（第1期）→清水修（第2期）
- 製作 - テレビ東京、studioぴえろ[注 10]

#### 主題歌
第1期
オープニング・テーマ
「はじまりの日」（第1話 - 第13話）
作詞・作曲・歌 - スガシカオ（Ariola Japan／Augusta Records）
「ラブレターのかわりにこの詩を。」（第14話 - 第25話）
作詞 - 星羅・中山豪次郎 / 作曲 - 中山豪次郎 / 編曲 - 野村陽一郎 / 歌 - 星羅（DefSTAR RECORDS）

エンディング・テーマ
「果てなき道」（第1話 - 第13話）
作詞・作曲 - 岡村ゆき / 編曲 - シライシ紗トリ、村山達彦 / 歌 - HIMEKA（ソニー・ミュージックジャパンインターナショナル）
「光の記憶」（第14話 - 第25話）
作詞・作曲 - キリト（Angelo） / 編曲 - 日暮和広 / 歌 - Angelo（Music Ray'n）

第2期
オープニング・テーマ
「小さな魔法」（第1話 - 第13話）
作詞・作曲 - AIMI / 編曲 - ステレオポニー & BOND×R_MEN_SOUL / 歌 - ステレオポニー （ソニー・ミュージックレコーズ）
「約束」（第14話 - 第25話）
作詞・作曲・歌 - スガシカオ（Ariola Japan／Augusta Records）

エンディング・テーマ
「勿忘草」（第1話 - 第13話）
作詞・作曲 - 若G / 歌 - ピコ （キューンレコード）
「ペルセウス」（第14話 - 第25話）
作詞・歌 - 山猿 / 作曲・編曲 - HIRO from LGYankees（エピックレコード）

#### 各話リスト
第1期、第2期共に放送時間が25分枠という都合上、次回予告はエンディングの冒頭に次回の映像とサブタイトルが表示されるのみとなっている（これはAT-X放送分も同様）が、公式サイトではキャラによる説明がある本来の30秒版が配信されており（DVDにもこの版を収録）、キッズステーションにおいての次回予告はこちらで放送されている。
| 話数 | サブタイトル                             | 脚本       | 絵コンテ   | 演出         | 作画監督                               |
| ---- | ---------------------------------------- | ---------- | ---------- | ------------ | -------------------------------------- |
| 1    | テガミとテガミバチ                       | 大石哲也   | 岩永彰     | 岩永彰       | 宮田奈保美                             |
| 2    | ぼくの友達                               | 大石哲也   | 影山楙倫   | 福田皖       | Hue HyeJung                            |
| 3    | 泣き虫少年、テガミ少女                   | 吉岡たかを | 影山楙倫   | 福島利規     | 永松久芳 山田裕子                      |
| 4    | ラグの相棒（ディンゴ）                   | 吉岡たかを | 藤本義孝   | 藤本義孝     | Eum IkHyun Seo JinWon                  |
| 5    | 行き止まりの町                           | 赤星政尚   | 伴山人     | 石田暢       | 阿部宗孝                               |
| 6    | ジギー・ペッパーへの手紙                 | 赤星政尚   | 島津裕行   | 松本マサユキ | Heo HyeJung                            |
| 7    | ユウサリ中央 夜想道13番地 郵便館BEE-HIVE | 伊藤美智子 | 福島利規   | 柳屋圭宏     | 後藤圭祐                               |
| 8    | シルベット・スエードに会う               | 大石哲也   | 小高義規   | 小高義規     | Park ChangHwan Seo JinWon              |
| 9    | 泣き虫少年の誓い                         | 大石哲也   | 影山楙倫   | 奥野耕太     | 岩岡優子                               |
| 10   | 光の下                                   | 赤星政尚   | 福田きよむ | 福田きよむ   | Heo HyeJung Lee SungJin                |
| 11   | 嘘テガミ                                 | 村川康敏   | 福田貴之   | 福田貴之     | 阿部達也 永松久芳                      |
| 12   | 赤と緑のリボン                           | 伊藤美智子 | 藤本義孝   | 藤本義孝     | Seo JinWon                             |
| 13   | 約束の大地                               | 吉岡たかを | 石田暢     | 石田暢       | 阿部宗孝                               |
| 14   | 死骸博士                                 | 赤星政尚   | 島津裕行   | 松本マサユキ | Heo Hye Jung Lee Sung Jin Hue Yoon Suk |
| 15   | 愛の逃避行                               | 赤星政尚   | 影山楙倫   | 柳屋圭宏     | 後藤圭祐                               |
| 16   | 音楽家へのファンレター                   | 大石哲也   | 島津祐行   | 山門郁夫     | 山門郁夫                               |
| 17   | テガミバチとディンゴ                     | 吉岡たかを | 影山楙倫   | 徳本喜信     | 山田裕子                               |
| 18   | テガミバト                               | 村川康敏   | 福田きよむ | 福田きよむ   | 岩岡優子                               |
| 19   | 病気のテガミバチと少女たち               | 伊藤美智子 | 島津祐行   | 福田貴之     | 阿部達也 永松久芳                      |
| 20   | なくしたテガミ                           | 赤星政尚   | 影山楙倫   | 藤本義孝     | Lee SungJin Heo HyeJung                |
| 21   | 記憶のポプリ                             | 大石哲也   | 石田暢     | 石田暢       | 阿部宗孝                               |
| 22   | 夢つなぐノート                           | 大石哲也   | 小高義規   | 小高義規     | 尾尻進矢 田中正之 山門郁夫             |
| 23   | ハニー・ウォーターズ                     | 伊藤美智子 | 宮崎なぎさ | 松本マサユキ | Chang Bum-Chul                         |
| 24   | こころの記憶、三つ                       | 赤星政尚   | 島津裕行   | 柳屋圭宏     | 後藤圭祐                               |
| 25   | 精霊になれなかった者                     | 吉岡たかを | 影山楙倫   | 岩永彰       | 山田裕子 Hue HyeJung                   |

| 話数 | サブタイトル                    | 脚本           | 絵コンテ     | 演出           | 作画監督                    |
| ---- | ------------------------------- | -------------- | ------------ | -------------- | --------------------------- |
| 1    | 約束                            | 赤星政尚       | 須間雅人     | しのみやすゆき | Hue Hye-Jung                |
| 2    | パンツとパン                    | 赤星政尚       | サトウ光敏   | サトウ光敏     | 本橋秀之                    |
| 3    | アジサイ色の絵テガミ            | 吉岡たかを     | 福田きよむ   | 福田きよむ     | Seo Jin-Won Eum Ik-Hyun     |
| 4    | 荒野幻灯台                      | 村川康敏       | 影山楙倫     | 石田暢         | 佐野英敏                    |
| 5    | リバース・ワールド              | 會川昇         | 島津裕行     | 柳屋圭宏       | 後藤圭祐                    |
| 6    | 少女人形                        | 伊藤美智子     | 須間雅人     | 土屋浩幸       | 大竹紀子 本橋秀之           |
| 7    | Film noir（フィルム・ノワール） | まるばつさんし | 松本マサユキ | 松本マサユキ   | 山田裕子                    |
| 8    | ブルー・ノーツ・ブルース        | 吉岡たかを     | 影山楙倫     | しのみやすゆき | Hue Hye-Jung                |
| 9    | ひとりぼっちの200年             | 伊藤美智子     | 須間雅人     | 山門郁夫       | 山門郁夫 西澤晋             |
| 10   | ベリタブリィー修道院            | 村川康敏       | サトウ光敏   | サトウ光敏     | 本橋秀之                    |
| 11   | カベルネ襲来                    | 會川昇         | 島津裕行     | 福田きよむ     | Seo Jin-Won                 |
| 12   | 光、闇を照らす                  | 會川昇         | 石田暢       | 石田暢         | 佐野英敏                    |
| 13   | 紅緋色の旋律                    | 伊藤美智子     | 須間雅人     | しのみやすゆき | Hue Hye-Jung                |
| 14   | 瞬きの日                        | 吉岡たかを     | 影山楙倫     | 土屋浩幸       | 本橋秀之                    |
| 15   | おかえりなさい                  | 赤星政尚       | 須間雅人     | 柳屋圭宏       | 後藤圭祐                    |
| 16   | ロダ、彷徨う                    | 吉岡たかを     | 島津裕行     | 松本マサユキ   | 永松久芳                    |
| 17   | 嘘と真実                        | 會川昇         | 影山楙倫     | 大原実         | 相坂ナオキ                  |
| 18   | 喪われた心弾                    | 會川昇         | 影山楙倫     | 福田きよむ     | Seo Jin-Won Park Chang-Hwan |
| 19   | 悪意でなく、憎悪でなく          | 會川昇         | 島津裕行     | しのみやすゆき | Hue Hye-Jung Jung Wi-Hee    |
| 20   | 希望の微笑み                    | 吉岡たかを     | 福島利規     | 小高義規       | 夘野一郎 Eum Ik-Hyun        |
| 21   | ロレンスの野望                  | 伊藤美智子     | 須間雅人     | 石田暢         | 佐野英敏                    |
| 22   | 帰りたい場所                    | 伊藤美智子     | 島津裕行     | 松本マサユキ   | Eum Ik-Hyun Seo Jin-Won     |
| 23   | アカツキにて                    | 赤星政尚       | 西澤晋       | 北川正人       | 飯飼一幸 相坂ナオキ         |
| 24   | 決戦!ユウサリ中央（セントラル） | 赤星政尚       | 福島利規     | 福島利規       | 永松久芳                    |
| 25   | こころの光                      | 赤星政尚       | 須間雅人     | 岩永彰         | 夘野一郎 Hue Hye-Jung       |

#### 放送局等
| 放送地域       | 放送局         | 放送期間                      | 放送日時               | 放送系列       | 備考                    |
| 第1期          | 第1期          | 第1期                         | 第1期                  | 第1期          | 第1期                   |
| -------------- | -------------- | ----------------------------- | ---------------------- | -------------- | ----------------------- |
| 関東広域圏     | テレビ東京     | 2009年10月3日 - 2010年3月27日 | 土曜 22:55 - 23:20     | テレビ東京系列 | 制作局 字幕放送         |
| 北海道         | テレビ北海道   | 2009年10月3日 - 2010年3月27日 | 土曜 22:55 - 23:20     | テレビ東京系列 | 字幕放送                |
| 愛知県         | テレビ愛知     | 2009年10月3日 - 2010年3月27日 | 土曜 22:55 - 23:20     | テレビ東京系列 | 字幕放送                |
| 大阪府         | テレビ大阪     | 2009年10月3日 - 2010年3月27日 | 土曜 22:55 - 23:20     | テレビ東京系列 | 字幕放送                |
| 岡山県・香川県 | テレビせとうち | 2009年10月3日 - 2010年3月27日 | 土曜 22:55 - 23:20     | テレビ東京系列 | 字幕放送                |
| 福岡県         | TVQ九州放送    | 2009年10月3日 - 2010年3月27日 | 土曜 22:55 - 23:20     | テレビ東京系列 | 字幕放送                |
| 岐阜県         | 岐阜放送       | 2009年10月3日 - 2010年3月27日 | 土曜 22:55 - 23:20     | 独立UHF局      | ノンスポンサー 字幕放送 |
| 日本全域       | AT-X           | 2009年11月4日 - 2010年4月21日 | 水曜 10:00 - 10:30     | CS放送         | リピート放送あり        |
| 滋賀県         | びわ湖放送     | 2009年12月9日 - 2010年6月16日 | 水曜 19:30 - 19:55     | 独立局         |                         |
| 第2期          |                |                               |                        |                |                         |
| 関東広域圏     | テレビ東京     | 2010年10月2日 - 2011年3月26日 | 土曜 23:55 - 日曜 0:20 | テレビ東京系列 | 制作局 字幕放送         |
| 北海道         | テレビ北海道   | 2010年10月2日 - 2011年3月26日 | 土曜 23:55 - 日曜 0:20 | テレビ東京系列 | 字幕放送                |
| 愛知県         | テレビ愛知     | 2010年10月2日 - 2011年3月26日 | 土曜 23:55 - 日曜 0:20 | テレビ東京系列 | 字幕放送                |
| 大阪府         | テレビ大阪     | 2010年10月2日 - 2011年3月26日 | 土曜 23:55 - 日曜 0:20 | テレビ東京系列 | 字幕放送                |
| 岡山県・香川県 | テレビせとうち | 2010年10月2日 - 2011年3月26日 | 土曜 23:55 - 日曜 0:20 | テレビ東京系列 | 字幕放送                |
| 福岡県         | TVQ九州放送    | 2010年10月2日 - 2011年3月26日 | 土曜 23:55 - 日曜 0:20 | テレビ東京系列 | 字幕放送                |
| 日本全域       | AT-X           | 2010年11月17日 - 2011年5月4日 | 水曜 10:30 - 11:00     | CS放送         | リピート放送あり        |
| 滋賀県         | びわ湖放送     | 2011年1月26日 - 8月17日       | 水曜 19:28 - 19:55     | 独立局         |                         |

上記の他、キッズステーションでも放送された。
ネット配信
- 第1期
  - GYAO! - 2009年12月24日 - 2010年1月6日（12話まで）：毎週水曜更新、2010年1月7日 - 4月1日（13話以降）：毎週木曜更新
- 第2期
  - GYAO! - 2010年10月7日 - 2011年3月31日：毎週木曜更新

##### 備考
- 特別番組として、テレビ東京系列では2009年11月23日の12時45分 - 13時30分に『こころ届けますテガミバチ』と題し、第7話と第8話が再放送された（字幕放送なし）。
- 2011年3月11日の東北地方太平洋沖地震（東日本大震災）発生後、テレビ東京、特に民放在京キー局5社において、報道特番および通常枠の報道・情報番組（枠拡大したものも含む）以外で放送された番組は、2011年3月12日23時55分 - 24時20分放送の本番組第2期第23話が最初であった。震災発生から間もない放送であったため視聴者から約600件の抗議があったという。抗議の内容としては「アニメ番組を流すのは不適切」というものなどで、社長の島田昌幸が定例会見で「激励も90件ほど頂いたが、多くがおしかり。貴重な意見として生かしたい」と謝罪する事態となった[3][4]。
- 本シリーズ終了後、テレビ東京系列土曜23時枠放送のアニメは2012年7月7日開始の『探検ドリランド』（枠は23時30分 - 23時55分）まで1年3ヵ月のブランクとなる。

#### 映像特典
『テガミバチ学園』
第1期DVD各巻収録の映像特典番外編アニメ。SDキャラになったテガミバチ達とサンダーランド博士がメインの学園モノ。公式サイトおよびGYAO!でも限定配信された他、キッズステーションでも本編ED前に放送されており、AT-Xでも第2期放送前に単発特番として放送された。ナレーションはステーキ役の永澤菜教が担当しており、毎回必ず本編とは関係の無いパラレルワールド的な内容だと語っている。
『裏テガミバチ』
第2期DVD各巻収録の映像特典番外編アニメ。内容は前作のパラレルワールド的なものではなく、本編の裏側を描く形となっている。キャラは基本的にSDで描かれているが、回想や想像のシーンでは本編同様に等身大で描かれる。公式サイトおよびGYAO!・バンダイチャンネルなどの動画配信サイトにて、期間限定で無料配信もされている。キッズステーションでも第1期同様本編ED前に放送されている。
| 巻数           | 話数           | サブタイトル              | 脚本               | 絵コンテ       | 演出           | 作画監督       | 発売日         |
| テガミバチ学園 | テガミバチ学園 | テガミバチ学園            | テガミバチ学園     | テガミバチ学園 | テガミバチ学園 | テガミバチ学園 | テガミバチ学園 |
| -------------- | -------------- | ------------------------- | ------------------ | -------------- | -------------- | -------------- | -------------- |
| 1              | 1              | テガミバチ学園、開校!     | 大石哲也           | 影山楙倫       | 岩永彰         | Lee BooHee     | 2010年 1月27日 |
| 1              | 2              | 精霊琥珀のヒミツ          | 大石哲也           | 影山楙倫       | 影山楙倫       | Lee BooHee     | 2010年 1月27日 |
| 2              | 3              | 鎧虫の倒し方              | 吉岡たかお         | 影山楙倫       | 影山楙倫       | 宮田奈保美     | 2月23日        |
| 2              | 4              | 相棒を探そう!             | 吉岡たかお         | 影山楙倫       | 影山楙倫       | Heo YunSuk     | 2月23日        |
| 2              | 5              | 首都アカツキの謎          | 赤星政尚           | 影山楙倫       | 影山楙倫       | 宮田奈保美     | 2月23日        |
| 2              | 6              | ユウサリとヨダカ          | 赤星政尚           | 影山楙倫       | 影山楙倫       | Lee BooHee     | 2月23日        |
| 3              | 7              | 必勝!BEE試験対策講座      | 伊藤美智子         | 影山楙倫       | 影山楙倫       | 宮田奈保美     | 3月26日        |
| 3              | 8              | 委員長を選ぼう!           | 大石哲也           | 影山楙倫       | 影山楙倫       | Joung SoonAn   | 3月26日        |
| 3              | 9              | 人の武器を笑うな!         | 大石哲也           | 影山楙倫       | 影山楙倫       | 宮田奈保美     | 3月26日        |
| 3              | 10             | この日何の日?             | 赤星政尚           | 藤本義孝       | 藤本義孝       | Moon JuYeon    | 3月26日        |
| 4              | 11             | BEEの初任給               | 村川泰敏           | 影山楙倫       | 影山楙倫       | 宮田奈保美     | 4月23日        |
| 4              | 12             | 彼が赤服に着替えたら      | 伊藤美智子         | 藤本義孝       | 藤本義孝       | Chang Bum Chul | 4月23日        |
| 4              | 13             | 博士の息子、登場          | 吉岡たかを         | 影山楙倫       | 影山楙倫       | 宮田奈保美     | 4月23日        |
| 4              | 14             | 酒と涙と男と出番          | 赤星政尚           | 藤本義孝       | 藤本義孝       | Heo YunSuk     | 4月23日        |
| 5              | 15             | 苦悩の理由                | 赤星政尚           | 影山楙倫       | 影山楙倫       | 宮田奈保美     | 5月28日        |
| 5              | 16             | 恋テガミ                  | 大石哲也           | 藤本義孝       | 藤本義孝       | Hue HyeJung    | 5月28日        |
| 5              | 17             | 相棒（ディンゴ）は友だち! | 吉岡たかを         | 影山楙倫       | 影山楙倫       | Chang BumChul  | 5月28日        |
| 5              | 18             | 抜き打ちテスト            | 村川泰敏           | 影山楙倫       | 影山楙倫       | Chang BumChul  | 5月28日        |
| 6              | 19             | ある日の保健室            | 伊藤美智子         | 藤本義孝       | 藤本義孝       | 宮田奈保美     | 6月25日        |
| 6              | 20             | テガミ戦隊ビーレンジャー  | 赤星政尚           | 影山楙倫       | 影山楙倫       | Chang BumChul  | 6月25日        |
| 6              | 21             | DESHINOTE                 | 大石哲也           | 藤本義孝       | 藤本義孝       | Chang BumChul  | 6月25日        |
| 6              | 22             | 購買部アンケート          | 大石哲也           | 影山楙倫       | 影山楙倫       | 宮田奈保美     | 6月25日        |
| 7              | 23             | 悩める少年                | 伊藤美智子         | 藤本義孝       | 藤本義孝       | Chang BumChul  | 7月23日        |
| 7              | 24             | この鎧虫な〜んだ?         | 赤星政尚           | 藤本義孝       | 藤本義孝       | 富田奈保美     | 7月23日        |
| 7              | 25             | 卒業                      | 吉岡たかを         | 影山楙倫       | 影山楙倫       | Hue HyuJung    | 7月23日        |
| 裏テガミバチ   |                |                           |                    |                |                |                |                |
| 1              | 1              | 揺れる乙女心              | ぴえろプラス文藝部 | 影山楙倫       | 藤本義孝       | Eum Ik-Hyun    | 12月22日       |
| 1              | 2              | ラグの初恋                | ぴえろプラス文藝部 | 影山楙倫       | 藤本義孝       | Seo Jin-Won    | 12月22日       |
| 2              | 3              | ディンゴの条件            | ぴえろプラス文藝部 | 影山楙倫       | 藤本義孝       | Seo Jin-Won    | 2011年 1月28日 |
| 2              | 4              | ジギー・ペッパーの日常    | ぴえろプラス文藝部 | 影山楙倫       | 藤本義孝       | Eum Ik-Hyun    | 2011年 1月28日 |
| 3              | 5              | ザジにゃんにゃん          | 伊藤美智子         | 藤本義孝       | 藤本義孝       | Eum Ik-Hyun    | 2月25日        |
| 3              | 6              | スエード邸の惨劇          | 伊藤美智子         | 影山楙倫       | 藤本義孝       | Eum Ik-Hyun    | 2月25日        |
| 3              | 7              | 館長の多忙な毎日          | 伊藤美智子         | 影山楙倫       | 藤本義孝       | Seo Jin-Won    | 2月25日        |
| 4              | 8              | ステーキの主張            | 伊藤美智子         | 藤本義孝       | 藤本義孝       | Chang Bum-Chul | 4月7日         |
| 4              | 9              | ニッチ、女のプライド      | 影山楙倫           | 影山楙倫       | 藤本義孝       | Seo Jin-Won    | 4月7日         |
| 4              | 10             | コナー・クルフの選択      | 伊藤美智子         | 藤本義孝       | 藤本義孝       | Moon Ju-Yeon   | 4月7日         |
| 5              | 11             | サンダーランドJr.の憂鬱   | 赤星政尚           | 影山楙倫       | 影山楙倫       | Park Sang-Jin  | 4月22日        |
| 5              | 12             | ロダ、強さの秘密          | 伊藤美智子         | 影山楙倫       | 藤本義孝       | Seo Jin-Won    | 4月22日        |
| 5              | 13             | ジギーと鉄の馬            | 赤星政尚           | 影山楙倫       | 影山楙倫       | Seo Jin-Won    | 4月22日        |
| 6              | 14             | ニッチの評価              | ぴえろプラス文藝部 | 藤本義孝       | 藤本義孝       | Seo Jin-Won    | 5月27日        |
| 6              | 15             | ゴーシュの魅力            | ぴえろプラス文藝部 | 藤本義孝       | 藤本義孝       | Eum Ik-Hyun    | 5月27日        |
| 6              | 16             | ロダとノワール            | 伊藤美智子         | 影山楙倫       | 藤本義孝       | Seo Jin-Won    | 5月27日        |
| 7              | 17             | 訓練教官アリア            | ぴえろプラス文藝部 | 藤本義孝       | 藤本義孝       | Eum Ik-Hyun    | 6月24日        |
| 7              | 18             | 心弾の秘密                | ぴえろプラス文藝部 | 藤本義孝       | 藤本義孝       | Seo Jin-Won    | 6月24日        |
| 7              | 19             | ザジ、大人になる          | ぴえろプラス文藝部 | 藤本義孝       | 藤本義孝       | Eum Ik-Hyun    | 6月24日        |
| 8              | 20             | コナーズダイエット        | ぴえろプラス文藝部 | 藤本義孝       | 藤本義孝       | Seo Jin-Won    | 7月22日        |
| 8              | 21             | ロレンスの素質            | ぴえろプラス文藝部 | 影山楙倫       | 影山楙倫       | Seo Jin-Won    | 7月22日        |
| 8              | 22             | モック・サリヴァンの苦悩  | 伊藤美智子         | 影山楙倫       | 藤本義孝       | Seo Jin-Won    | 7月22日        |
| 9              | 23             | BEEと制服                 | ぴえろプラス文藝部 | 影山楙倫       | 影山楙倫       | Seo Jin-Won    | 8月26日        |
| 9              | 24             | 明日のジギー・ペッパー    | ぴえろプラス文藝部 | 藤本義孝       | 藤本義孝       | Eum Ik-Hyun    | 8月26日        |
| 9              | 25             | 裏テガミバチ大賞          | ぴえろプラス文藝部 | 影山楙倫       | 影山楙倫       | Seo Jin-Won    | 8月26日        |

### ジャンプアニメ

#### 光と青の幻想夜話
『テガミバチ 〜光と青の幻想夜話〜』（テガミバチ ひかりとあおのげんそうやわ）は、2008年に「ジャンプスーパーアニメツアー08 〜ジャンプヒーロー大集結!〜」内にて上映された。浜崎達也によるアニメ版の小説化もされている。
スタッフ
- 企画 - 茨木政彦、渡辺直樹、本間道幸
- 企画協力 - ジャンプSQ編集部
- プロデューサー - 斎藤哲郎、押切万耀
- 脚本 - 大石哲也
- 監督・絵コンテ - 神戸守
- キャラクターデザイン - 芝美奈子
- 作画監督 - 田中比呂人
- 美術設定 - 平田秀一
- 美術監督 - 伊藤聖
- カラーデザイン - 甲斐けいこ
- 撮影監督 - 本田稔裕
- 音響監督 - 清水勝則
- 編集 - 瀬山武司
- 音楽 - 梁邦彦
- 製作協力 - スタジオ旗艦
- アニメーション制作 - studioぴえろ、集英社
- ナレーション - 有川博

#### 2009年版
2009年「ジャンプスーパーアニメツアー2009」で上映。TVアニメ放送を記念した特別映像で、SDキャラで送る上映前注意映像。

#### 2010年版
2010年「ジャンプスーパーアニメツアー2010」で上映。『テガミバチ REVERSE』からのエピソード。

## Webラジオ
TVアニメ開始に関連して、ランティスネットラジオでWebラジオが配信されていた。
概要
- ラジオタイトル：テガミバチラジオ〜響け! ラジ針!!〜（てがみばちラジオひびけらじばり）
- 配信期間：2009年12月18日 - 2010年10月29日（毎週金曜、全45回）

パーソナリティ
- 沢城みゆき（ラグ・シーイング役）
- 藤村歩（ニッチ役）

## ヴォイスコミック
集英社のヴォイスコミック「VOMIC」として、2009年9月にジャンプ専門情報番組『サキよみ ジャンBANG!』にて放送され、同年10月からVOMIC公式サイトで配信された。全4話。
キャスト
（登場人物 - 担当声優）
- ラグ・シーイング - 沢城みゆき
- ゴーシュ・スエード - 福山潤
- シルベット・スエード - 水樹奈々
- アリア・リンク - 小清水亜美
- アヌ・シーイング - 久川綾

## ゲーム
PSP用ソフト「テガミバチ こころ紡ぐ者へ」
2010年3月4日にコナミより発売。キャラクターの担当声優はアニメと同じ。
ゲームオリジナルキャラクターのテガミバチ「リュウイ」が登場する。ジャンプSQ.で開催したテガミバチ採用試験で最優秀賞BEEに選ばれたキャラクターであり、読者がデザインしたものを参考に浅田弘幸が書き下ろした。